# 岫岩陨石坑
岫岩陨石坑位于中国辽宁省鞍山市岫岩满族自治县苏子沟镇古龙村，呈碗状，为简单撞击坑，直径1800米，坑平均深度150米，坑区岩石为20亿年前形成的早元古代变质岩。当地称为“圈里”。这是中国首个被证实撞击起源的陨石撞击坑。但由于未找到撞击陨石的碎片，尚无法确定该坑为何种陨石撞击形成。
陨石撞击事件发生在5万年前。陨石撞击后，坑内曾一度形成小湖泊。约3.9万年前，由于坑缘缺口，湖泊消失，演变为碗形地形凹地。模拟计算结果表明，岫岩陨石坑撞击成坑的瞬时直径可达到1,400米，瞬时坑深约为500米。最终坑的直径约为1,760米，坑深约为375米。成坑后曾一度形成为封闭的湖泊，后来东北部由于侵蚀形成缺口，导致湖水外泄。此后，流水进行侵蚀、切割形成坑壁冲沟与坑底的小河流。